# حلقة لوسي التجسسية
حلقة لوسي التجسسية حلقة تجسسية مناهضة للنازية، لعبت دورا بارزا أثناء الحرب العالمية الثانية، اتخذت من سويسرا مقرا لها وأنشأها اللاجئ الألماني رودولف روسلر (صاحب الاسم الكودي لوسي) الذي أنشأ بالتبعية دار للنشر حملت اسم فيتا نوفا (بالإنكليزية: Vita Nova)، ولا يُعرف عن هذه الحلقة التجسسية سوى النذر القليل، كما لا تتوافر المعلومات الكافية عن رودولف روسلر ودوافعه أو مصادر معلوماته.
انتهى عمل حلقة لوسي التجسسية بنهاية صيف 1944 بعد إلقاء القبض على عملاء الشبكة في ألمانيا في أعقاب فشل مؤامرة 20 يوليو.

## وصلات خارجية
- Rado’s memoirs Pod Psevdonimom "Dora" (بالروسية)